# 小喇叭 (广播节目)
小喇叭是中央人民广播电台的一档著名少儿节目。小喇叭节目于1956年9月4日开播，一直播出到现在，伴随了近三代人的成长，在一段时间内甚至是中国大陆唯一的少儿广播节目，因而也曾经是中国大陆覆盖面最广、影响最大的一档少儿节目。文革期间，该节目被撤销。由“对红小兵广播”代替，1979年才得以恢复。1990年代以来随着电视、网络等新媒体的兴起和无线广播的整体衰落，小喇叭在少年儿童中的影响正在不断下降，但对于许多1980年代中期以前出生的中国人来说，小喇叭仍然是对童年生活回忆的重要组成部分。
现小喇叭节目隶属于总台体育青少节目中心制作。

## 节目内容
小喇叭节目主要的广播内容是故事、儿童歌曲、儿歌、儿童广播剧等少儿文艺节目，曾经连续广播过《西游记》、《老革命家小时候的故事》、《高玉宝的故事》、《魔方大厦》等长篇故事，一些著名的儿童文学作家如郑渊洁的作品都曾经在这档节目中播出过。有评论家指出，小喇叭的广播故事有着独特的语言风格，细致、体贴、亲切，流畅，充满了对儿童的呵护和关爱之情。

## 播音员
早期的小喇叭节目荟萃了当时中国最精英的少儿节目播音员，如儿童教育家、“故事爷爷”(博士爺爺)孙敬修先生、孙敬修的学生曹灿先生，和“故事阿姨”后来的“故事奶奶”康瑛女士，他们精湛的播讲艺术吸引了一代代的儿童，陪伴他们度过美好的童年。

## 经典声音
- 开始曲“小朋友，小喇叭开始广播啦！嗒滴嗒、嗒滴嗒、嗒嘀嗒——嗒——滴——”这段童音来自一位名叫唐云竹的小朋友，成为了一代听众的回忆，2017年3月7日，《小喇叭》节目开始曲已经中华人民共和国国家工商行政管理总局商标局获准注册为声音商标[1]。
- 听众信箱开始曲“鸡蛋皮小帽白光光，橘子皮是我的红衣裳，绿辣椒做我的灯笼裤，蚕豆皮鞋嘎嘎响。你要问我是哪一个？我是小木偶，名字就叫-小-叮-当！我是小叮当，工作特别忙，小朋友来信我全管，我给小喇叭开信箱”，为播音员康瑛录制，并经过技术处理。
- 听众信箱开始曲“叮叮当，叮叮当，自行车也会把歌唱，我是人民的邮递员，我给小喇叭送信忙！”由播音员曹灿录制。

## 播出时间
中央人民广播电台中国之声：20:00~20:30（周一至周日），有时因特别直播节目而暂停播出。另外，中国大陆的一些地方广播电台也有转播此节目。